# ذربوب أصفر
ذُرْبُوب فِيشِر نبات مزهر دوفصي في الفصيلة النرجسية في قبيلة النرجسية ، والتي تستخدم نباتًا للزينة. لها أزهار صفراء تظهر في الخريف.

## الوصف

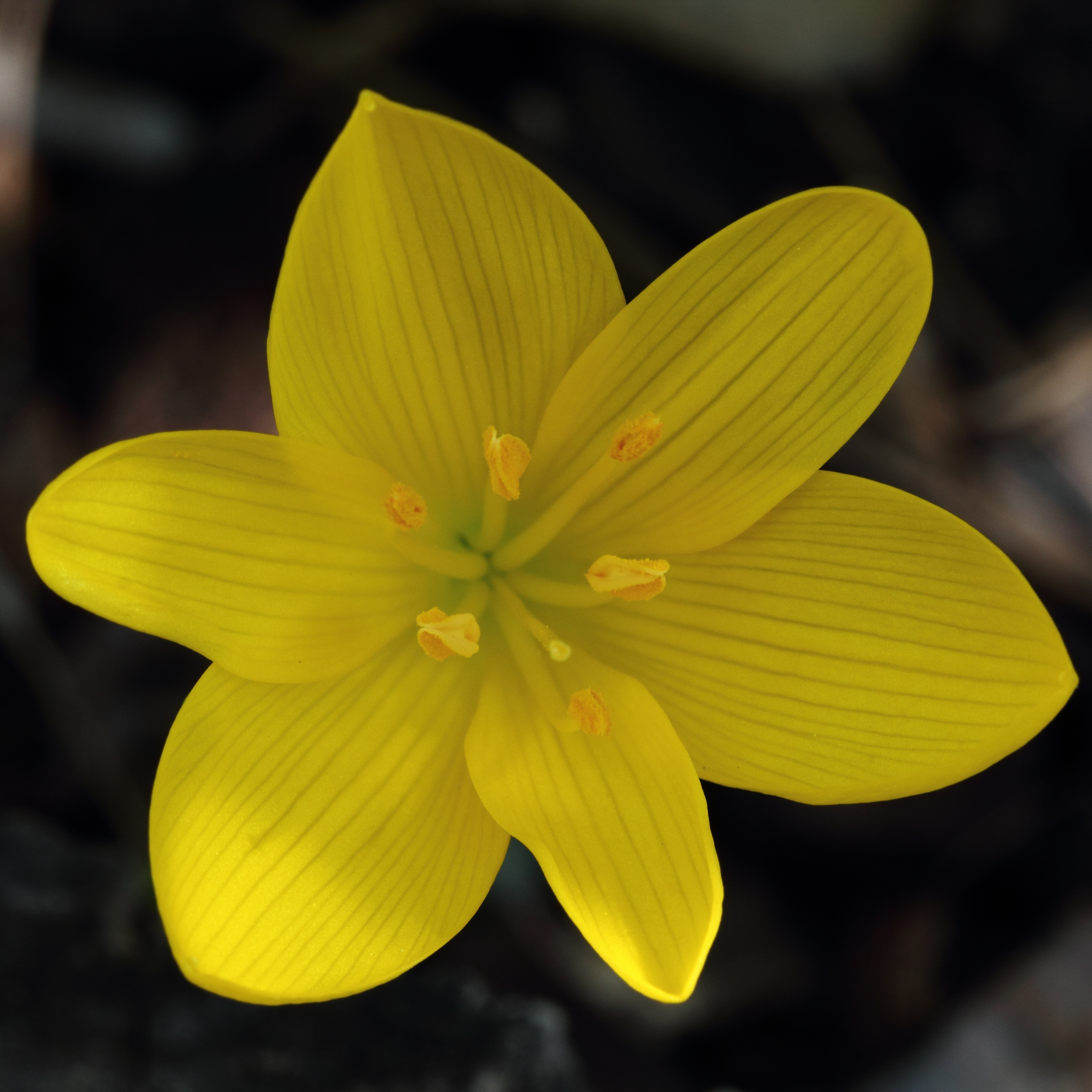

أوراقها سنانية الشكل مخددة الصفحة كبيرة القد تظهر مع الزهرة تطول من ١٥ ‘لى ٣٠ سم، وتعرض من ١٠ إلى ١٥ مم. شمراخها يرتفع نحو ١٥ سم. زهرتها صفراء ذهبية المُوَاج تطول نحو ٥ سم. تنويرها يستمر من أيلول إلى تشرين الأول.